# Owen Jander
Owen Hugues Jander, né le 4 juin 1930 à Mount Kisco et mort le 21 janvier 2015, est un musicologue américain.

## Biographie
Owen Jander fait ses études à l'Université de Virginie où il obtient un Bachelor en 1951, puis à l'Université Harvard où il obtient son master en 1952 puis son doctorat en 1962 . Sa thèse The Works of Alessandro Stradella Related to the Cantata and the Opera porte sur les œuvres scéniques d'Alessandro Stradella.
En 1960, il travaille au département musical du Wellesley College où il devient titulaire de la chaire d'histoire de la musique. Il fonde son Collegium Musicum qui se consacre à l'exécution de musique ancienne. Il est aussi à l'origine du projet de construction de l'orgue Fisk afin d'exécuter le répertoire antérieur à Jean-Sébastien Bach. Il est rédacteur pour la Wellesley Edition, ainsi que la Wellesley Edition Cantata Index Series de 1962 à 1974. En 1966 et 1967, il obtient une bourse de la Fondation Guggenheim. En 1985, il reçoit une bourse du National Endowment for the Arts.
Il se consacre essentiellement à la musique italienne du XVIIe siècle, avant de se tourner vers Beethoven. Il écrit de nombreux articles, notamment pour le The New Grove Dictionary of Music and Musicians à partir de 1980. Il est aussi corrédacteur pour l'ouvrage Charles Benton Fisk : Organ Builder.